# Mạng lưới Nhân quyền Việt Nam
Mạng lưới Nhân quyền Việt Nam (viết tắt MLNQVN), tên tiếng Anh là  Vietnam Human Rights Network  (viết tắt VNHRN), là một tổ chức phi chính phủ và phi lợi nhuận, được thành lập vào tháng 11 năm 1997 tại Little Saigon , tập hợp một số cá nhân và đoàn thể tranh đấu và bảo vệ quyền con người cho người dân Việt Nam dựa trên tinh thần của Tuyên ngôn Quốc tế Nhân quyền và các văn kiện quốc tế nhân quyền khác. Các thành viên của MLNQVN có mặt ở nhiều quốc gia trên thế giới, và trụ sở chính của tổ chức được đặt tại California, Hoa Kỳ.

## Lịch sử
Vào cuối những năm 1990, trước sự đàn áp ngày càng tăng đối với những người bất đồng chính kiến bởi chính quyền Việt Nam và sự sụp đổ của nhiều chế độ cộng sản ở Đông Âu, đặc biệt là thông qua các cuộc cách mạng bất bạo động, nhiều tổ chức và nhà hoạt động nhân quyền Việt Nam ở hải ngoại nhận ra rằng cần có sự phối hợp trên toàn thế giới để tối đa hóa hiệu năng của các nỗ lực cải thiện quyền con người ở Việt Nam. Kết quả là vào ngày 1 tháng 11 năm 1997, một đại hội đã được tổ chức tại Santa Ana, California, tập hợp một nhóm các nhà hoạt động đại diện cho nhiều tổ chức nhân quyền từ khắp nơi trên thế giới. Sau hai ngày thảo luận họ đã đi đến quyết định thành lập Mạng lưới Nhân quyền Việt Nam, và thông qua cương lĩnh và nội quy để làm cơ sở hoạt động của tổ chức. Đến năm 2000, MLNQVN đã được cấp quy chế tổ chức bất vụ lợi theo khoản 501(c)(3) của Luật Thuế liên bang Hoa Kỳ.
Tính đến 2021, MLNQVN đã tổ chức 15 Đại hội định kỳ quy tụ thành viên từ nhiều quốc gia trên thế giới để kiểm điểm các công tác đã thực hiện, nhận định tình hình nhân quyền tại Việt Nam và trên thế giới, và hoạch định đường hướng và công tác cho thời gian tới.

## Tổ chức
Với mô hình tổ chức mạng, các đoàn thể thành viên của Mạng Lưới đều hoàn toàn bình đẳng và sẵn sàng yểm trợ các hoạt động chung trong khi vẫn duy trì các tổ chức riêng và các hoạt động độc lập của mình. MLNQVN có 3 cơ cấu chính: Ban Điều hành, Ban Giám sát, và Ban Cố vấn.

## Hoạt động
Thông tin – giáo dục
- Ấn hành Bản tin Nhân quyền.
- Thiết lập một trang mạng Internet để phổ biến tin tức mau chóng và thuận tiện http://www.vietnamhumanrights.net/
- Phiên dịch và xuất bản bộ Luật Quốc tế Nhân quyền, các tài liệu, và sáng tác về nhân quyền để phổ biến ở Việt Nam và hải ngoại.
- Tổ chức các buổi hội thảo và hội nghị về nhân quyền tại Montréal (Canada), Sydney (Úc Châu), Munich (Đức), Paris (Pháp), Washington DC, New York (NY), Orlando (FL), New Orleans (LA), Houston và Dallas (TX), Westminster, Los Angeles, San Jose, Sacramento, và San Diego (CA), Seattle và Tacoma (WA), Denver (CO), v. v...
- Công bố Báo cáo Nhân quyền hàng năm kể từ 2009.

Quốc tế vận
- Hợp tác với các tổ chức nhân quyền Hoa Kỳ, Trung Quốc, Miến Điện, và Tây Tạng, cũng như các tổ chức nhân quyền quốc tế như Văn phòng Cao ủy Nhân quyền của Liên Hợp Quốc, Hội đồng Nhân quyền Liên Hợp Quốc, Ân xá Quốc tế, Quan Sát Nhân quyền (Human Rights Watch), Phóng Viên Không Biên Giới, v.v...
- Tham dự Ngày Nhân quyền Cho Việt Nam tại Thượng viện Hoa Kỳ mỗi năm kể từ năm 1998.[4]
- Hội kiến với các giới chức lập pháp và hành pháp của một số quốc gia để vận động nhân quyền cho Việt Nam, như với Tổng thống George W. Bush và Phó TT Dick Cheney tại Tòa Bạch Ốc (29.5.2007),[5] với Ông Geoffrey Harris, Chủ tịch Ủy ban Nhân quyền Quốc hội Liên Âu (6.5.2008)...
- Tham dự nhiều hội nghị quốc tế về nhân quyền, như Diễn đàn Thiên Niên Kỷ năm 2000 của Liên Hợp Quốc tại Nữu Ước, Hội nghị Quốc tế về Nhân quyền năm 2003 tại Hòa Lan, Hội nghị Thế giới cho việc Dân Chủ Hóa năm 2005 tại Á Châu (Đài Bắc, Đài Loan), và Hội nghị Quốc tế lần thứ ba về Giáo dục Nhân quyền (Krakow, Ba Lan 2012).[liên kết hỏng]

Yểm trợ quốc nội
- Thành lập và trao tặng Giải thưởng Nhân quyền Việt Nam hàng năm cho các nhà hoạt động xuất sắc trong lãnh vực nhân quyền tại Việt Nam kể từ năm 2002.
- Trợ giúp về tài chánh và y tế cho các nhà hoạt động nhân quyền gặp khó khăn.

## Giải Nhân quyền Việt Nam
Giải Nhân quyền Việt Nam do MLNQVN thành lập từ năm 2002 nhằm tuyên dương thành tích tranh đấu bất bạo động cho lý tưởng nhân quyền tại Việt Nam. Giải Nhân quyền Việt Nam (GNQVN) còn nhằm bày tỏ sự liên đới của người Việt khắp nơi đối với những cá nhân và đoàn thể đã và đang dấn thân bảo vệ quyền làm người của người dân Việt Nam.
Lễ trao GNQVN được tổ chức hàng năm vào dịp kỷ niệm Ngày Nhân quyền Quốc tế vào tháng 12 ở những địa phương khác nhau cho mỗi năm. Thời gian đề cử ứng viên hàng năm bắt đầu từ tháng 7 và chấm dứt vào cuối tháng 9. Kết quả việc tuyển chọn được công bố vào trung tuần tháng 11 hàng năm. GNQVN gồm bản tuyên dương và hiện kim 10,000 mỹ kim cho mỗi năm.
Sau hơn một thập niên hiện diện, GNQVN đã được dư luận trong và ngoài nước tích cực đón nhận, tuy nhiên chính quyền Việt Nam đã có những cáo buộc đối với GNQVN và những khôi nguyên GNQVN.

### Các Khôi Nguyên
Từ ngày thành lập đến nay, MLNQ đã tuyên dương những người được đánh giá là "nhà đấu tranh hàng đầu cho nhân quyền" tại Việt Nam, gồm:
| Thời gian | Nhân vật |
| --------- | --- |
| 2002      | Hòa thượng Thích Quảng Độ và Linh mục Nguyễn Văn Lý |
| 2003      | Nguyễn Vũ Bình, Lê Chí Quang, Nguyễn Khắc Toàn, và Bác sĩ Phạm Hồng Sơn                                                                                        |
| 2004      | Phạm Quế Dương và Bác sĩ Nguyễn Đan Quế |
| 2005      | Lê Quang Liêm, Linh mục Phan Văn Lợi, và Thượng tọa Thích Tuệ Sỹ                                                                                               |
| 2006      | Đỗ Nam Hải và ông Nguyễn Chính Kết |
| 2007      | Hoàng Minh Chính, Luật sư Lê Thị Công Nhân, và Luật sư Nguyễn Văn Đài                                                                                          |
| 2008      | Thượng tọa Thích Thiện Minh, Nhà báo Điếu Cày Nguyễn Văn Hải, và Bán nguyệt san Tự Do Ngôn Luận                                                                |
| 2009      | Nhà văn Trần Khải Thanh Thủy và Mục sư Nguyễn Công Chính |
| 2010      | Ký giả Trương Minh Đức và Đoàn Huy Chương |
| 2011      | TS Cù Huy Hà Vũ và Đỗ Thị Minh Hạnh |
| 2012      | Phạm Thanh Nghiên, nhà báo Tạ Phong Tần, và Huỳnh Thục Vy |
| 2013      | LS Lê Quốc Quân, Ông Trần Huỳnh Duy Thức, và Nguyễn Hoàng Quốc Hùng                                                                                            |
| 2014      | Dòng Chúa Cứu Thế Việt Nam, Ông Nguyễn Bắc Truyển, Nhạc sĩ Việt Khang và Nhạc sĩ Trần Vũ Anh Bình                                                              |
| 2015      | Hòa thượng Thích Không Tánh, Hồ Thị Bích Khương và Bùi Thị Minh Hằng                                                                                           |
| 2016      | Mạng lưới Blogger Việt Nam, Luật sư Võ An Đôn, Trần Ngọc Anh và Cấn Thị Thêu                                                                                   |
| 2017      | Hội Anh Em Dân Chủ, Blogger Anh Ba Sàm Nguyễn Hữu Vinh, Blogger Nguyễn Ngọc Như Quỳnh, và Mục sư Y Yích                                                        |
| 2018      | Ông Hoàng Đức Bình, Bà Trần Thị Nga, và Blogger Phạm Đoan Trang                                                                                                |
| 2019      | Mục sư Nguyễn Trung Tôn, Cô Nguyễn Đặng Minh Mẫn, và Luật sư Lê Công Định                                                                                      |
| 2020      | Ông Nguyễn Năng Tĩnh, Ông Nguyễn Văn Hóa, và Hội Nhà Báo Độc Lập Việt Nam                                                                                      |
| 2021      | Gia đình bà Cấn Thị Thêu, gồm 2 con trai là Trịnh Bá Phương và Trịnh Bá Tư, và chính Bà Thêu; Người hoạt động môi trường Đinh Thị Thu Thủy; Ông Nguyễn Văn Túc |
| 2022      | Nhà thơ Trần Đức Thạch, Nhà báo Nguyễn Tường Thụy, Ông Lưu Văn Vịnh và Liên minh Dân tộc Việt Nam Tự quyết                                                     |
| 2023      | Các nhà hoạt động Trần Văn Bang, Y Wô Niê, và Lê Trọng Hùng |
| 2024      | Các nhà hoạt động Bùi Văn Thuận, Đặng Đăng Phước, và Đỗ Nam Trung                                                                                              |

## Báo cáo Nhân quyền hàng năm
Kể từ năm 2009 MLNQVN công bố Báo cáo Nhân quyền hàng năm bằng hai ngôn ngữ,  Anh ngữ và Việt ngữ. Bản báo cáo nhằm trình bày tình trạng nhân quyền tại Việt Nam và những vi phạm nghiêm trọng của chính quyền Việt Nam đối với những quyền căn bản của người dân.

Theo Trưởng ban Điều hành MLNQVN -TS Nguyễn Bá Tùng, báo cáo được hình thành nhờ sự hợp tác của nhiều người hoạt động nhân quyền tại Việt Nam; vì thế báo cáo phản ánh được nét đặc trưng của tình hình vi phạm nhân quyền trong nước. Những tin tức nguyên thủy luôn được kiểm chứng qua nhiều nguồn khác nhau, như các trang mạng xã hội, các blogs cá nhân, các cơ quan thông tấn hoặc nghiên cứu quốc tế, và ngay cả các cơ quan thông tin và dữ liệu của nhà nước Việt Nam.
Báo cáo gồm một số chương, mục tương ứng với những quyền căn bản được nêu lên trong Bản Tuyên ngôn Quốc tế Nhân quyền. Phần khuyến cáo của Báo cáo bao gồm những đề nghị cụ thể và khả thi gởi đến chính quyền Việt Nam, các chính phủ và các tổ chức có quan hệ với nhà nước Việt Nam, các cơ quan hoạt động nhân quyền quốc tế, và người Việt ở hải ngoại với mục đích thúc đẩy cải thiện việc tôn trọng quyền con người đối với nhân dân Việt Nam.
Ngoài ra, bản báo cáo hàng năm của MLNQVN còn có phần phụ lục liệt kê danh sách các tù nhân lương tâm hiện đang bị giam giữ trong nhà tù hoặc đang bị quản thúc tại gia.
Cho đến nay, Báo cáo hàng năm của MLNQVN đã được đánh giá như là một trong những nguồn trích dẫn độc lập chính về tình hình nhân quyền tại Việt Nam của các nhà hoạt động nhân quyền, các cơ quan nhân quyền quốc tế, và của các chính phủ.

## Khen thưởng
Tổ chức Visual Artists Guild đã trao tặng cho Mạng Lưới Nhân quyền Việt Nam giải thưởng Spirit of Tiananmen Award (Giải Tinh Thần Thiên An Môn)  vì các hoạt động hỗ trợ nhân quyền của MLNQVN hai thập niên vừa qua vào ngày 27 tháng 5 năm 2017 nhân dịp tưởng niệm Biến cố Thiên An Môn lần thứ 28 tại Los Angeles, California, Hoa Kỳ.

## Quan điểm của Nhà nước Việt Nam
Báo CAND tại Việt Nam cho rằng Mạng lưới Nhân quyền Việt Nam là "tổ chức phản động lưu vong người Việt...chuyên núp dưới chiêu bài "dân chủ, nhân quyền"... vu cáo, xuyên tạc chống phá Nhà nước Việt Nam." Báo này cho rằng những người đứng đầu VHRN lợi dụng chiêu bài "dân chủ, nhân quyền" để chống phá trong nước. Việc những người này chỉ hoạt động bên Mỹ mà không có bất kỳ hoạt động nào trong nội địa khiến cho những báo cáo của họ về tình hình Việt Nam không thể chính xác và khách quan. Báo này cho rằng chiêu thức lợi dụng "dân chủ, nhân quyền" để chống phá trong nước đã bị lỗi thời khi nhân dân Việt Nam ngày càng hiểu biết về kiến thức nhân quyền cũng như mục đích thực sự đằng sau những hành động của VNRN
Về các giải thưởng nhân quyền mà VHRN nhận được, báo điện tử Đảng Cộng sản Việt Nam nhận định những "giải thưởng nhân quyền" ấy không hề biểu lộ chút giá trị nào như tên gọi của chúng. Trong vài năm liền, hầu như năm nào, nhân vật này cũng được các tổ chức chống phá chính quyền Việt Nam trao giải thưởng. Việc trao thưởng bị báo này nhận định là để kích động những phần tử vi phạm pháp luật, lừa đảo chiếm đoạt tài sản của người dân thông qua các hoạt động chống phá nhà nước ngày càng liều lĩnh chống chính quyền như con thiêu thân. Những giải thưởng này được trao theo kiểu xếp hàng đến lượt chứ không hề có tiêu chí rõ ràng trong xét duyệt.
Phía chính quyền Việt Nam cho rằng những báo cáo nhân quyền hàng năm của VHRN đã xuyên tạc tình hình nhân quyền, dân chủ, tự do ở Việt Nam. Nguồn tin được lấy một cách không khách quan khi những người được hỏi chỉ thuộc nhóm những người vi phạm pháp luật Việt Nam.